# Kiewoffensive (1920)
Die Kiewer-Offensive (polnisch wyprawa kijowska, russisch: Киевская операция Войска Польского) vom 25. April bis zum 8. Mai 1920 war eine Operation im Polnisch-Sowjetischen Krieg. Die Offensive fand nach dem Ende des Ersten Weltkrieges infolge der resultierenden Grenzkonflikte zwischen der Russischen Sowjetrepublik mit der Republik Polen und der Ukrainischen Volksrepublik statt. Der Konflikt endete erst im März 1921 mit dem Frieden von Riga.

## Hintergrund
Nachdem die Zweite Polnische Republik und die Ukrainische Volksrepublik ihre Differenzen im April 1920 im Vertrag von Warschau beigelegt hatten, begannen sie eine Offensive auf das von der Sowjetunion besetzte Kiew. Bereits 1919 konzentrierte der polnische Marschall Józef Piłsudski Verbände für einen Vorstoß in der Zentralukraine. Ziel war es, einen Puffergürtel an Staaten im Intermarium von der Ostsee bis zum Schwarzen Meer zwischen Polen und der Sowjetunion zu schaffen. Hierfür wollte er die Ukraine als Verbündete gewinnen, was im April 1920 nach einem Abkommen mit Symon Petljura auch gelang. Am 5. März hatte die polnische Armeegruppe Polesie unter General Sikorski ihre Offensive genau an der Naht zwischen den sowjetischen Fronten im Prypjatgebiet angesetzt. Infolgedessen wurde die einzige Straße, welche die Nordwest- und Südwest-Front verband, abgeschnitten. Im Laufe dieser Kämpfe erreichten die Polen im Mai 1920 den Dnjepr und eroberten die Städte Mozyr, Kalinkowitschi und Retschiza.
Die Rote Armee ihrerseits hatte ihre Truppen auch zu Beginn des Jahres für eine Offensive in den ukrainischen Grenzgebieten formiert. In der zentralen Ukraine stand die Südwestfront unter General Alexander Jegorow. Seine Front umfasste die 12. und 14. Rote Armee, geführt von S. A. Mescheninow und Jeronima Uborewitsch. Zusätzlich war ihr die 1. Rote Reiterarmee unter Budjonny als Offensivkapazität zugewiesen worden.

## Verlauf

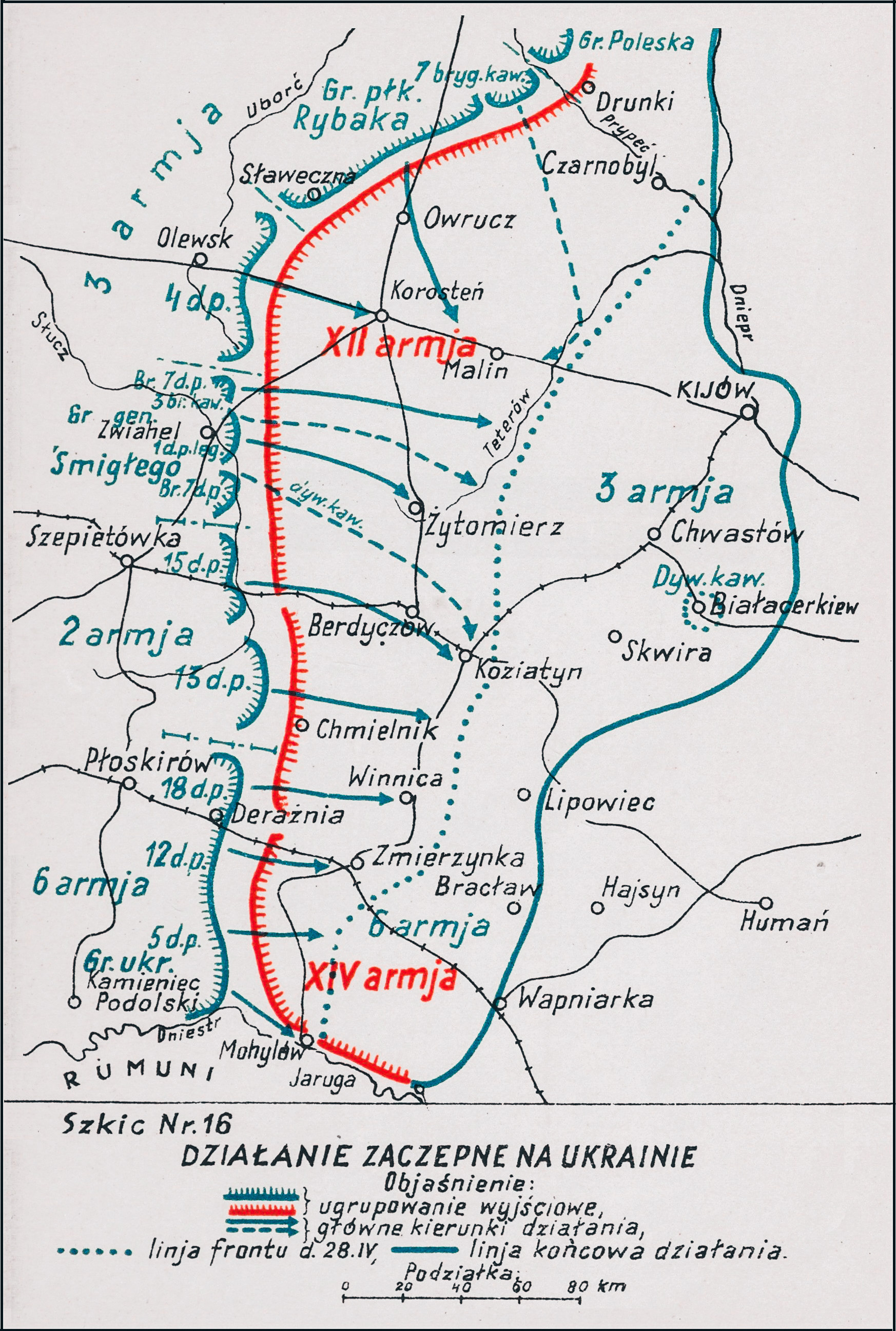
Die Stoßrichtungen der polnischen Truppen Ende April 1920

Am 25. April begannen die polnischen Streitkräfte ihre Hauptoffensive in Richtung auf Kiew. Aus dem Norden zwischen Mozyr und Olewsk griff die operative Gruppe des Obersten Józef Rybak an. Die polnische 3. Armee (1., 4. und 7. Infanteriedivision sowie 3. Kavallerie-Brigade) unter Rydz-Śmigły führte von Nordwesten über Owrutsch und Korosten den Hauptstoß auf die ukrainische Hauptstadt, an ihrer südlichen Flanke unterstützte sie die 2. Armee (13. und 15. Infanteriedivision) unter Antoni Listowski, die sich Kiew über Schitomir und Berditschew näherte. Südlich der Hauptstoßrichtung führte die 6. Armee (5., 12. und 18. Infanteriedivision) unter Wacław Iwaszkiewicz-Rudoszański eine weitere Offensive in Richtung Winnitza durch. 
Die Stadt Kiew wurde zwar am 7. Mai durch Truppen unter Rydz-Śmigły erobert, doch die eigentlichen militärischen Ziele des Unternehmens wurden verfehlt. Piłsudski hatte sich zudem vergebens eine stärkere Unterstützung durch die ukrainischen Nationalisten erhofft, denn er wusste, dass die polnische Armee das eroberte Land weder besetzen noch wirksam gegen die Rote Armee verteidigen konnte. In zwei Wochen waren die Polen 200–300 km tief vorgerückt: Die rote 12. Armee (7., 44., 47. und 58. Schützen-Division) verlor bis zu 10 000 Gefangene und fast die gesamte Artillerie, doch die rote 14. Armee (41., 45., 60. Schützen- sowie 17. Kavallerie-Division) konnte sich schnell und ohne nennenswerte Verluste auf die alte Grenze zurückziehen. 

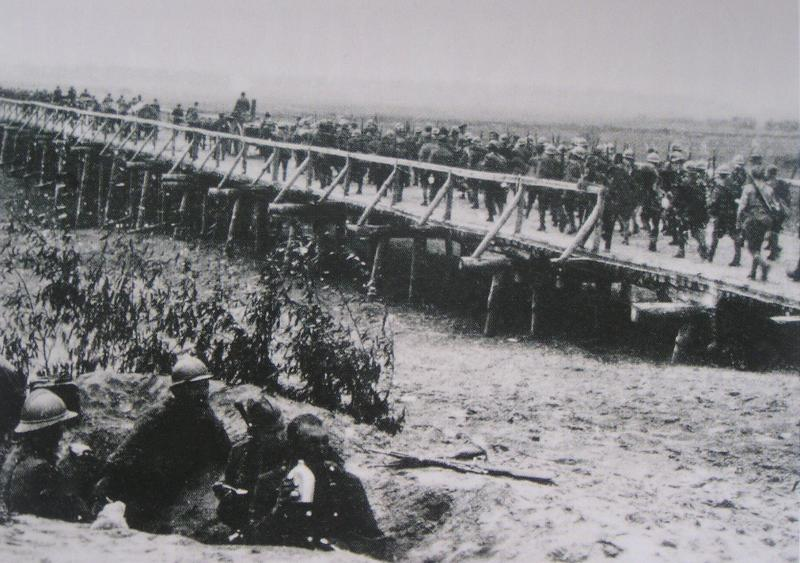
Polnische Truppen verlassen Kiew

Derweil hatte der neue Kommandant der Westfront, Michail Tuchatschewski eine unzureichend vorbereitete Offensive in Belarus eröffnet. Durch die sowjetische Gegenoffensive im Norden zeigte sich, dass die Entscheidung Jegorows, sich zurückzuziehen und die polnischen Armeen sozusagen ins Leere laufen zu lassen, richtig war. Am 15. Mai startete auch die verstärkte Südwestfront ihre Gegenoffensive. Jegorow ließ die 12. Armee nördlich, die 14. Armee südlich von Kiew vorgehen. Unterstützt wurde sein Angriff von der roten 1. Reiter-Armee durch einen Vorstoß durch Wolhynien. Budjonnys Reiter gingen ab 27. Mai als Verbindungsgebiet zwischen der Fastower Gruppe unter General Jakir und der roten 14. Armee im Raum zwischen Kasatin und Berditschew zum Angriff über. Die Polen hatten nicht die Kräfte, an beiden Abschnitten gleichzeitig ausreichend zu verteidigen. Piłsudskis Vorstoß auf Kiew erwies sich in jeder Hinsicht als Pyrrhussieg.

## Folgen
Die rote 1. Reiterarmee erweiterte ihre Gegenoffensive in Richtung auf Galizien und die polnisch-ukrainischen Verbände mussten sich am 12. Juni aus Kiew zurückziehen. Die Truppen der roten Südwestfront befand sich aber weiterhin in einer schwierigen Lage und waren gezwungen, ihre Kräfte zwischen der polnischen Front und den Weißrussen unter General Wrangel, die Anfang Juni von der Krim nach Norden durchgebrochen waren, aufzuteilen. Alle roten Verstärkungen wurden fast ausnahmslos gegen Wrangel eingesetzt.  Im Sommer 1920 kam es schließlich in der Schlacht bei Warschau zur Entscheidung, die wiederum das Kriegsgeschehen umkehrte und nun den Polen eine Offensive in Richtung Moskau ermöglichte. Der Konflikt wurde schließlich 1921 im Frieden von Riga beendet.